# 이리남중학교
이리남중학교(裡里南中學校)는 대한민국 전북특별자치도 익산시 모현동1가에 있는 공립 중학교이다.

## 학교 연혁
- 1961년 12월 1일 : 이리남중학교 설립인가
- 1962년 4월 4일 : 이리남중학교 개교
- 2000년 3월 1일 : 학칙 남녀공학 인가
- 2016년 3월 1일 : 신축 이전(마동 → 모현동1가)
- 2017년 3월 1일 : 전라북도교육청 혁신학교 지정
- 2022년 3월 1일 : 24학급 편성 (특수학급 3학급 통합)
- 2022년 9월 1일 : 제23대 박경수 교장 부임
- 2024년 1월 5일 : 제60회 졸업생 193명 졸업 (졸업생 총 19,239명)

## 참고 자료
- 이리남중학교 - 한국교육학술정보원 학교알리미